# Haus Zum Geisenheimer
Das Haus Zum Geisenheimer im Augustinergässchen 6 (auch Augustinergäßchen 6) ist ein Bauwerk in der Mainzer Altstadt.

## Geschichte und Beschreibung
Das Haus bildet den nördlichen Teil eines stattlichen Hofkomplexes.
Mit den zwei Seitenflügeln und dem Haus Zum Robenheimer bildet der ehemalige Hof Zum Geisenheimer eine geschlossene Blockbebauung.
Unter dem nördlichen Bauteil befindet sich als ältester Bauteil des Gebäudes ein – auf einer mächtigen Mittelstütze ruhender – Gewölbekeller.

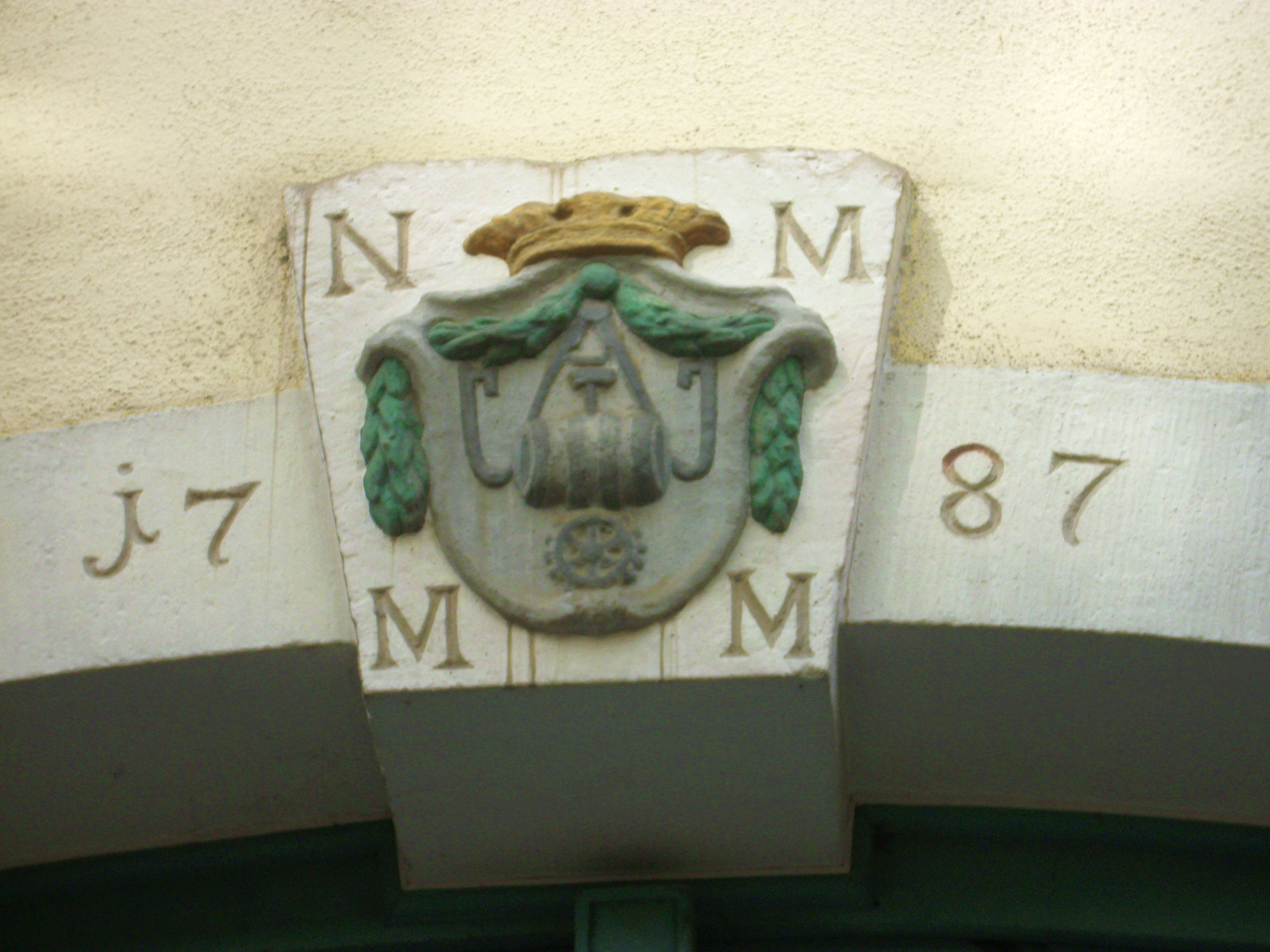
Hofanlage Augustinergäßchen 6 (2016)

Das großvolumige Anwesen wurde im späten 18. Jahrhunderts erbaut.
Der dreigeschossige Putzbau besitzt ein massives Erdgeschoss und zwei verputzte Fachwerkobergeschosse in einfachster Riegelkonstruktion.
Der Anbau und die Aufstockung stammen aus dem 19. Jahrhundert.
Zum Augustinergässchen hin gibt es eine – auf Steinwirkung abzielende – mächtige Zeilenwand sowie eine flachbogige Hoffahrt.
Im Schlussstein des Torbogens befindet sich das Böttcherzunftwappen unter einer Krone und einem Feston sowie die Monogramme NM und MM.
Daneben befindet sich die alte Hausnummerierung des 18. Jahrhunderts >>LB No.239<<.
Im 19. Jahrhundert erfolgte auf der Hofseite eine Aufstockung des Nordflügels sowie der Bau des westlichen – nicht unterkellerten – in Riegelfachwerk konstruierten und verputzten Hofflügels. Auch die originale klassizistische Haustür – im Hof neben der Torfahrt – stammt aus jener Zeit.
Beispielhaft für mittelalterliche Grundrisse und Wegebildung ist der gesamte Komplex mit seiner verwinkelten Anordnung und Erschließung durch Traufgassen.
Heute wird das Gebäude von der Mainzer Wohnbau verwaltet.

## Denkmalschutz
Das Haus Zum Geisenheimer steht aus architektonischen, baukünstlerischen und stadtgeschichtlichen Gründen unter Denkmalschutz.